# Diecezja Gloucesteru
Diecezja Gloucester (ang. Diocese of Gloucester) – diecezja Kościoła Anglii, należąca do metropolii Canterbury. Siedzibą biskupa jest katedra w Gloucester, zaś granice diecezji odpowiadają świeckiemu hrabstwu Gloucestershire. 

## Historia
Diecezja anglikańska z siedzibą w Gloucester powstała 3 września 1541 roku, na bazie wcześniejszej katolickiej diecezji Worcester. W 1836 została połączona z diecezją Bristolu. W 1897 przywrócono odrębność obu diecezji. W 2015 diecezja była pierwszą w Kościele Anglii, na czele której stanęła, jako biskup diecezjalny, kobieta. 

## Biskupi
stan na 11 stycznia 2018
- biskup diecezjalny: Rachel Treweek (z tytułem biskupa Gloucester)
- biskup pomocniczy: Robert Springett (z tytułem biskupa Tewkesbury)